# El convit
El convit o El banquet, dit també El simposi (en grec antic: Συμπόσιον, Sympósion), és un diàleg de Plató escrit cap al 380 aC que versa sobre l'amor. Aquesta obra, al costat del Fedre (diàleg), va conformar la idea de l'amor platònic.

## Contingut
La narració se situa durant el convit organitzat pel poeta tràgic Agató per celebrar la seva victòria en les Lenees del 416 aC. Després del menjar, Erixímac proposa passar el temps en mutus discursos i debatre un tema que Fedre ha tingut al cap. Erixímac demana que cadascun dels convidats improvisi un elogi a Eros, ja que, segons comentaris de Fedre, sent aquest déu un dels més importants, rares vegades és encomiat com mereix.
És llavors el mateix Fedre qui comença la sèrie, amb un encès elogi de l'amor, Eros, a qui considera el més antic i admirable dels déus. Després d'ell, el sofista Pausànies parla de la doble naturalesa de l'amor, distingint entre un origen vulgar i l'altre que aspira al bell i el bo. Erixímac, el tercer a parlar, proposa una visió una mica més científica, entenent l'amor com a principi fonamental que, al costat de l'odi, domina la natura i l'ésser humà.
Segueix llavors el discurs d'Aristòfanes, al qual es deu, sens dubte, gran part de la fama de la qual gaudeix El convit. S'hi s'introdueix un mite (el mite de l'androgin), segons el qual va haver-hi un temps en què la Terra estava habitada per persones esfèriques amb dues cares, quatre cames i quatre braços. Tres sexes existien llavors: el masculí, descendent del Sol, el femení, descendent de la Terra i l'androgin, descendent de la Lluna, que participava en ambdós. L'arrogància d'aquests éssers va provocar la ira de Zeus, que per a sotmetre'ls els va dividir amb el seu llamp, convertint-los en éssers incomplets i condemnant-los a anhelar sempre la unió amb la seva meitat perduda. Les tres formes de l'amor sexual queden així explicades: els heterosexuals són descendents d'éssers androgins i els homosexuals provenen d'éssers completament masculins o femenins.
Després del bell discurs d'Aristòfanes, el torn arriba a Agató i després a Sòcrates, que comença amb un irònic exordi en el qual adverteix que no elogiarà Eros faltant a la veritat sobre ell, sinó que contarà el que sap de l'amor sense callar el que no sigui bell. Sòcrates explica que va ser instruït en assumptes amorosos per Diotima, una sàvia dona de Mantinea la veracitat històrica de la qual no ha estat aclarida. El concepte central d'aquests ensenyaments és la sublimació de l'amor, procés pel qual l'amor a un cos bell ha de conduir-nos a estimar tots els cossos bells i després d'això a l'amor de totes les coses belles i de la bellesa en si que, per a Sòcrates i Plató, que parla a través d'ell, resulta idèntica al bé.
El diàleg es tanca amb la bulliciosa entrada d'un embriac, Alcibíades, en la celebració. Aquest elogia llavors la figura mateixa de Sòcrates, lloant la seva temprança i la seva inclinació a la veritat, a la recerca de la qual viu consagrat. D'aquesta forma, es mostra al lector com el mateix Sòcrates és l'encarnació perfecta dels preceptes que ell mateix va exposar en el seu discurs. Com a exemple, Alcibíades ens narra com, a pesar que llavors tota Atenes reconeixia la seva bellesa física, Sòcrates va refusar el tracte sexual amb ell.

## El convitcom a obra literària
El convit no és només un tractat filosòfic sobre l'amor, sinó que esdevé tant per la seva forma com pel seu contingut una obra literària de gran qualitat estilística. No és estrany trobar una obra filosòfica amb una forma tant acurada com aquesta quan en la tradició que li dona origen els poetes eren els que feien filosofia, és a dir, els poetes eren els predecessors dels filòsofs.
L'elevació poètica de l'obra li ve donada, d'una banda, pel llenguatge, però, sobretot, per la seva estructura compositiva, semblant a una novel·la actual. És un tractat filosòfic en forma de narració dialogada, fet sorprenent en el gènere. Així doncs, comença amb Apol·lodor dirigint-se a uns amics per explicar-los els successos d'un convit ocorregut anys enrere al qual no va assistir, però que coneixia gràcies al testimoni d'Aristodem, el qual sí hi va participar. A partir d'aquí, es narra tota la conversa esdevinguda durant la sobretaula del convit celebrat a casa d'Agató, en la qual parlen diversos personatges, cadascú amb el llenguatge, tarannà, idees i personalitat pròpies. Aquests mateixos personatges són figures històriques recreades literàriament per Plató per transmetre les seves idees: els fa dir allò que ell vol explicar, no necessàriament allò que els personatges històrics pensàven realment. Constitueix una narració amb diversos nivells dialèctics: Apol·lodor explica als seus amics allò que li va explicar Aristodem, qui va sentir tot allò que deien Sòcrates i els altres comensals.
A més a més, té una estructura que pot, perfectament, adequar-se a la de la narració tradicional: té una presentació (en què l'interlocutor presenta la introducció al convit d'Aristodem, els personatges i la situació), un nus o desenvolupament (en el qual es proposa el tema de l'Amor i un per un, els comensals van fent-ne l'elogi) i un desenllaç (amb la interrupció d'Alcibíades i la finalització del convit). Malgrat el contingut filosòfic dels discursos, la forma de l'obra és completament novel·lística: amb diàlegs, interrupcions de la trama (com el singlot d'Aristòfanes), diversos nivells narratius (el discurs de Diotima explicat per Sòcrates), analepsis i figures.

## Personatges
Per ordre d'aparició:
- Aristodem: Testimoni del convit i transmissor dels fets. Hi assisteix convidat per Sòcrates ar trobar-se'l aquest de camí al convit.
- Fedre: És el primer a parlar, l'aprenent de filòsof, que comença el seu elogi parlant de l'Eros com a principi generador i antiquíssim, anterior als altres déus, i fa referència a diferents teogonies que li donen suport. Sobretot des d'una perspectiva homo-pederàstica (però no exclusiva, perquè també posa a Alcestis com a exemple, que va morir pel seu marit) el considera l'originador de les virtuts. Pensa que l'Amor és el que incita a l'amant a imitar les virtuts de l'estimat, així com a abstenir-se d'allò innoble per tal d'aconseguir el seu objecte d'adoració. També incita la virtut en l'estimat, que sempre ha de ser modèlic davant els seus amants.
- Pausànies: El segon a parlar, el sofista, comença el seu discurs amb una correcció al discurs anterior, doncs considera que hi ha dos tipus d'Eros, igual que d'Afrodites: una Urània, en la creació de la qual només participa la part masculina (els genitals d'Urà tallats per Cronos), i la Pandemos (vulgar), engendrada per Zeus i Dione. D'aquesta forma exposa que cap acte és formós per si mateix, sinó que depèn de com es dugui a terme: es pot estimar de forma correcta quan és entre homes perquè s'enllaça amb l'intel·lecte i l'espiritualitat, que porten a l'assoliment de la virtut; però de forma incorrecta si es duu a terme entre un home i una dona (corrompuda i impura) o un noi massa jove (que encara no té la intel·ligència suficient) perquè el seu objecte és el cos i el plaer físic. Així doncs, per a Pausànies la virtut prové de l'amor exercit de forma correcta: entre homes i amb la intenció de l'elevació espiritual, no amb el del desig carnal.
- Erixímac: Tercer a parlar, comença el seu elogi a l'amor des de la perspectiva de la medicina, la seva professió. Admet la dualitat de l'amor exposada abans per Pausànies, però afegeix que l'Eros no és només l'agent que empeny a la virtut, sinó que és el motor que regeix tots els contraris i la força còsmica que presideix les arts i les ciències. Per tant, ell considera l'amor no només un element humà sinó natural i com a força empenyedora de la vida. Per la seva professió creu en l'harmonia i l'equilibri, pensa que dos que tenen el mateix caràcter no es poden estimar perquè l'amor és tensió i compensació; és a dir, que l'equilibri té lloc quan dos coses que no concorden s'ajunten, perquè es compensen l'una a l'altra. Per tant, per a Erixímac, l'Amor Urani es duu a terme correctament quan és generat per l'equilibri i l'harmonia.
- Aristòfanes: Quart a parlar, el comediògraf, un cop s'ha recuperat del singlot, és el següent a parlar. Explica el mite de l'androgin, segons el qual els homes abans estaven units els uns als altres en parelles de dos. N'hi havia tres tipus: els que estaven formats per dos homes, els que estaven formats per dues dones i els que ho estaven per un home i una dona. Eren persones compostes i molt properes a la divinitat: tant que un dia es van rebel·lar i van començar a escalar al cel per enfrontar-se als déus. Per això, els van castigar partint-los per la meitat, i aquests éssers resultants, sentint-se incomplets, es veurien obligats a passar tota la vida buscant la seva altra meitat. En discordança amb la seva professió, la seva teoria sobre l'amor es basa en l'aconseguiment de la felicitat per mitjà de l'acompliment del tràgic anhel humà d'estimar, al qual només s'hi pot arribar actuant virtuosament en concordança amb la voluntat divina. Tot i així, utilitza llenguatge còmic per a descriure aquest amor que es satisfà en la unió sexual i que no transcendeix.

- Agató: Cinquè a parlar, malgrat ésser un gran tràgic, enfoca el seu discurs d'una manera completament oposada, planera. Relaciona l'amor amb l'alegria, no amb el patiment. Comença amb una descripció del déu: a diferència de Fedre, el considera la divinitat més jove (i es manté sempre així), però també la més bella; i en consonància amb Erixímac, venera la divinitat des de la seva professió anomenant-lo “poeta” com a “creador”; també és delicat i flexible. Pel que fa a la virtut de l'Amor, considera que és qui domina en tot amb justícia, temprança i valentia, de manera que allà on hi ha amor, hi ha virtut.

- Sòcrates-Diotima: Sisè a parlar, qui articula el seu discurs a través de Diotima, personatge invenció de Sòcrates amb qui inicia un diàleg. Diotima (“la que venera Zeus”) és una sacerdotessa de la llunyana ciutat de Mantinea, qui Sòcrates descriu com “la meva mestra en els afers amorosos”, és a dir, que no només és una dona que té una opinió filosòfica, sinó que, a més a més, és d'un coneixement tan elevat que té com a deixeble el mateix Sòcrates, el gran pensador. El seu discurs descriu Eros com un δαιµων, una mena de geni, un ésser mig déu mig humà: desitja, com els homes, coses bones i belles, i aquest desig és causat per una privació que els déus per naturalesa no pateixen. L'Eros busca i desitja sempre allò bo i bell: aquesta recerca rep el nom “d'amor” quan es converteix en producció de la bellesa, que es pot donar tant de forma carnal com espiritual. L'amor és el nexe entre la immortalitat i la mortalitat: mitjançant aquest “amor” (producció de la bellesa) els éssers es reprodueixen per tal de perpetrar-se: En el cas dels humans, també poden reproduir el coneixement i les virtuts en els seus descendents o deixebles. La seva recompensa és aquesta mena d'immortalitat del record que no mor mai encara que passin els segles.
- Alcibíades: Setè a parlar, irromp ebri al convit després del discurs de Sòcrates (qui era el darrer en intervindre). Aquest, després de demanar permís, evoca la relació amant-amat que manté amb Sòcrates, a qui admira per la seva saviesa.

## Traduccions

### Al català
- Plató. Diàlegs. Vol. VI (El convit). Text revisat i traducció d'Eulàlia Presas.  Barcelona: Fundació Bernat Metge, 1983.
- Plató. El banquet. Fedre. Traducció de Joan Leita Graell.  Barcelona: Edicions 62, 1998 (El Cangur Clàssic, 264).
- Plató. El banquet o sobre l'amor. Traducció de Joan Alberich.  Barcelona: Llibres de l'Índex, 2018 (Clàssics de l'Índex, 23).

### Altres
- Platón. Diálogos. Vol. III: Fedón. Banquete. Fedro.  Madrid: Editorial Gredos, 2003. ISBN 978-84-249-1036-5. (castellà)
- Platón. El banquete. Introducción de Carlos García Gual, traducción y notas de Fernando García Romero.  Madrid: Aliança Editorial, 1989. ISBN 84-206-3662-2. (castellà)
- Plato. Symposium. Translated by Seth Bernardete, commentaries by Allan Bloom and Seth Bernardete, 1989. ISBN 0-226-04275-8. (anglès)
- Platón. Banquete. Traducción, introducción y notas de Marcos Martínez Hernández..  Barcelona: RBA Libros, 2007 (Colección Clássicos de bolsillo). ISBN 978-84-7901-087-4. (castellà)
- Platón. El banquete. Fedón. Traducción, traducción y notas de Luis Gil.  Barcelona: Editorial Planeta, 1982. (castellà)